# トクメ
トクメ（モンゴル語: Tükme、生没年不詳）は、チンギス・カンの孫のグユクの孫で、モンゴル帝国の皇族。『元史』などの漢文史料では禿苦滅(tūkǔmiè)/禿曲滅(tūqūmiè)、『集史』などのペルシア語史料ではتوکمه(tūkme)と記される。
カイドゥの子のオロスらとともに、「カイドゥ・ウルス（カイドゥの国）」残党の中でも最後まで大元ウルスやチャガタイ・ウルスと敵対したことで知られる。

## 概要
『集史』「オゴデイ・カアン紀」はトクメが第3代皇帝グユクの子孫であると記すが、その系譜については写本間で差異があって一致しない。多くの写本で「グユクの長男のホージャ・オグルの長男」としてトクメの名前が挙げられる一方、一部の写本などでは「グユクの末子のホクの孫」として「チャパルと争っているトクメ」の名前が挙げられており、トクメがグユク家のどの血統に属するかは定かではない。なお、漢文史料たる『元史』では本紀や列伝で「禿苦滅」もしくは「禿曲滅」として言及されるが、オゴデイ家の王統を記す巻107表2「宗室世系表」には名前が挙がっていない。
13世紀後半より14世紀初頭にかけて、中央アジア一帯はオゴデイ家のカイドゥによって統一され、トルイ家の治める大元ウルスやフレグ・ウルスと対立していた。トクメはカイドゥの支配する「カイドゥの国（カイドゥ・ウルスとも）」に属するオゴデイ系王族の一人であり、13世紀末から14世紀初頭にかけてカイドゥ・ウルス内のグユク家を代表する人物であったと見られる。トクメが始めて史料上に現れるのは至元17年（1280年）7月のことで、この年にトクメは天山ウイグル王国を劫掠したため、クビライは3年にわたって税の徴収を免除したことが記録されている。また、大徳元年（1297年）には3万の兵を率いて他の諸王とともにイビル・シビル地方（オビ川流域一帯、現在の西シベリア平原）に侵攻して大元ウルス軍と交戦したものの、アスト軍団長のユワスに敗れて撤退に追い込まれている（イビル・シビルの戦い）。
大徳5年（1301年）、カイドゥは大軍勢を率いて大元ウルス領のモンゴル高原に侵攻したが、カイシャン率いる大元ウルス軍に阻まれ、この戦いで負った戦傷が元で亡くなってしまった（テケリクの戦い）。亡くなる直前にカイドゥは息子の一人のオロスを後継者に指名していたが、長年カイドゥの支配下にあったチャガタイ家のドゥアはカイドゥの庶長子のチャパルを支援し、大徳7年（1303年）にはドゥアの後ろ盾の下チャパルがエミル川にて即位した。チャパルの即位に強硬に反対したのが本来の後継者であったオロス、その妹で戦士としても有名だったクトルン、そしてグユク家のトクメであった。そもそもドゥアがチャパルを擁立した目的はオゴデイ家内部に不和をもたらすことで勢力を弱体化させ、代わってチャガタイ家が「カイドゥ・ウルス」のイニシアチブを得ることにあったと考えられ、オロスやトクメとチャパルがオゴデイ家どうしで相争うのはドゥアの目論み通りであった。
更に、大徳8年（1304年）にはドゥアは長年敵対関係にあった大元ウルスと単独講和を果たし、チャパル/トクメらオゴデイ系諸王は本領のジュンガル盆地で孤立することになった。大徳10年（1306年）7月、遂にカイシャン率いる大元ウルス軍はアルタイ山脈を越えてオゴデイ系諸王の領地に攻め込み、オゴデイ系クチュ家のアルグイ、カダアン家のイェスン・トゥア、メリク家のトゥマンらほとんどのオゴデイ系諸王は捕虜となり、チャパルとトクメのみが追撃を逃れて中央アジアに留まることができた（イルティシュ河の戦い）。同年8月、トクメはアルタイ山脈に駐屯するカイシャン軍に対して反攻を仕掛けるも敗れ、遂にジュンガル盆地における「オゴデイ・ウルス」は占領・解体されてしまった。
大元ウルスに敗れたチャパルらはやむなくチャガタイ家のドゥアに投降し、同年クナス草原にてクリルタイを開催したドゥアはチャパルを廃位することで名実ともにカイドゥの後継＝中央アジアの支配者としての地位を確立した。しかし、ドゥアが大徳11年（1307年）に亡くなると、その後を継いだ息子のゴンチェクも在位1年で急逝してしまい、遠縁で長老格のナリクが即位することになったが、今度はナリクとドゥアの遺児達との間で内戦が起こることになった。これを好機と見たチャパル、トクメ、オロスらオゴデイ家残党は蜂起し、ナリクを破って即位したケベクを一度は破った。この頃、チャパルとトクメが不穏な動きを見せていることは大元ウルス側でも察知されており、即位したカイシャンに代わってモンゴル高原に駐屯するオチチェルは至大元年（1308年）にトクメらが「二心を抱き」「国患となろうとしている」ことを報告し、彼等と対立するドゥアの遺児を支援することを要請して認められている。
大元ウルスの支援を受け、またアリー・オグルらの援軍を得たケベク軍はチャパル/トクメらを破ることに成功した。敗走後、チャパルはイリ川を越えて大元ウルスに亡命したが、トクメはケベク軍によって追い詰められ、殺されてしまった。チャパルの亡命とトクメの戦死によってオゴデイ家は遂に中央アジアにおける権益（投下領）を全て失ってしまい、中央アジアにおけるオゴデイ家の系譜は途絶えることになった。

## グユク王家
- グユク・カン(Güyük Qan,貴由/ گيوك خانGuyūk khān)
  - ホージャ・オグル(Qaračar,忽察/خواجه اغولKhwaja Āghūl)
    - トクメ(Tükme,禿苦滅/توکمهTūkme)
    - ブスジュ・エブゲン(Tötaq,بوسجو ابوکان)
    - 南平王トゥクルク(Tuqluq,禿魯/توقلوقTūqlūq)
    - イルゲンツェン王(Irgendzan,亦児監蔵)
    - オルジェイ・エブゲン王(Ölǰei Ebügen,完者也不干)

  - ナク太子(Naqu,脳忽/ناقوNāqū)
    - チャバト(Čabat,چباتChabāt)

  - ホク大王(Hoqu,禾忽/هوقوHūqū)